# Mariakyrkan, Uddevalla
Mariakyrkan, tidigare Sommarhemskyrkan, är en kyrkobyggnad som sedan 2013 tillhör Kyrkliga Förbundet i Bohuslän/Dal och är en del av Missionsprovinsen. Den tillhörde tidigare Uddevalla församling i Göteborgs stift och ligger i södra Uddevalla.

## Kyrkobyggnaden
Kyrkan kom till som en distriktskyrka inom Uddevalla församling och hade först namnet Sommarhemskyrkan eftersom den ligger i området Sommarhemmet. Den invigdes 31 augusti 1984 av biskop Bertil Gärtner och arkitekt var Carl-Anders Hernek. Byggnaden har utvändigt fasadtegel och invändigt putsade och vitmålade väggar.
År 2013 köpte Bohuslän-Dals lokalavdelning av Kyrkliga Förbundet Sommarhemskyrkan av Svenska kyrkan i Uddevalla och ändrade namnet till Mariakyrkan.

## Inventarier
- Orgeln som har nio stämmor, två manualer och pedal, är tillverkad av Smedmans Orgelbyggeri.

## Bildgalleri

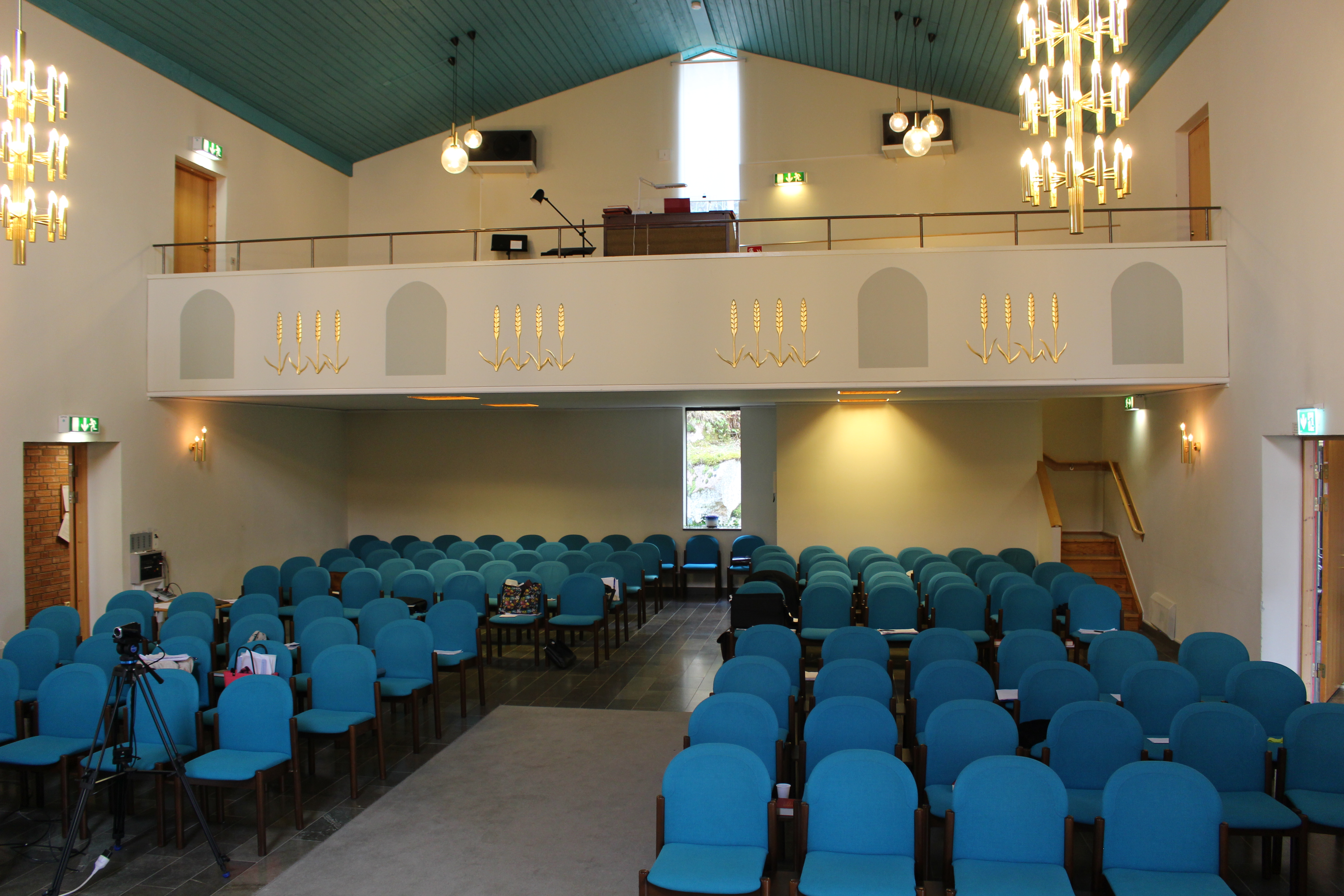
Kyrkorum
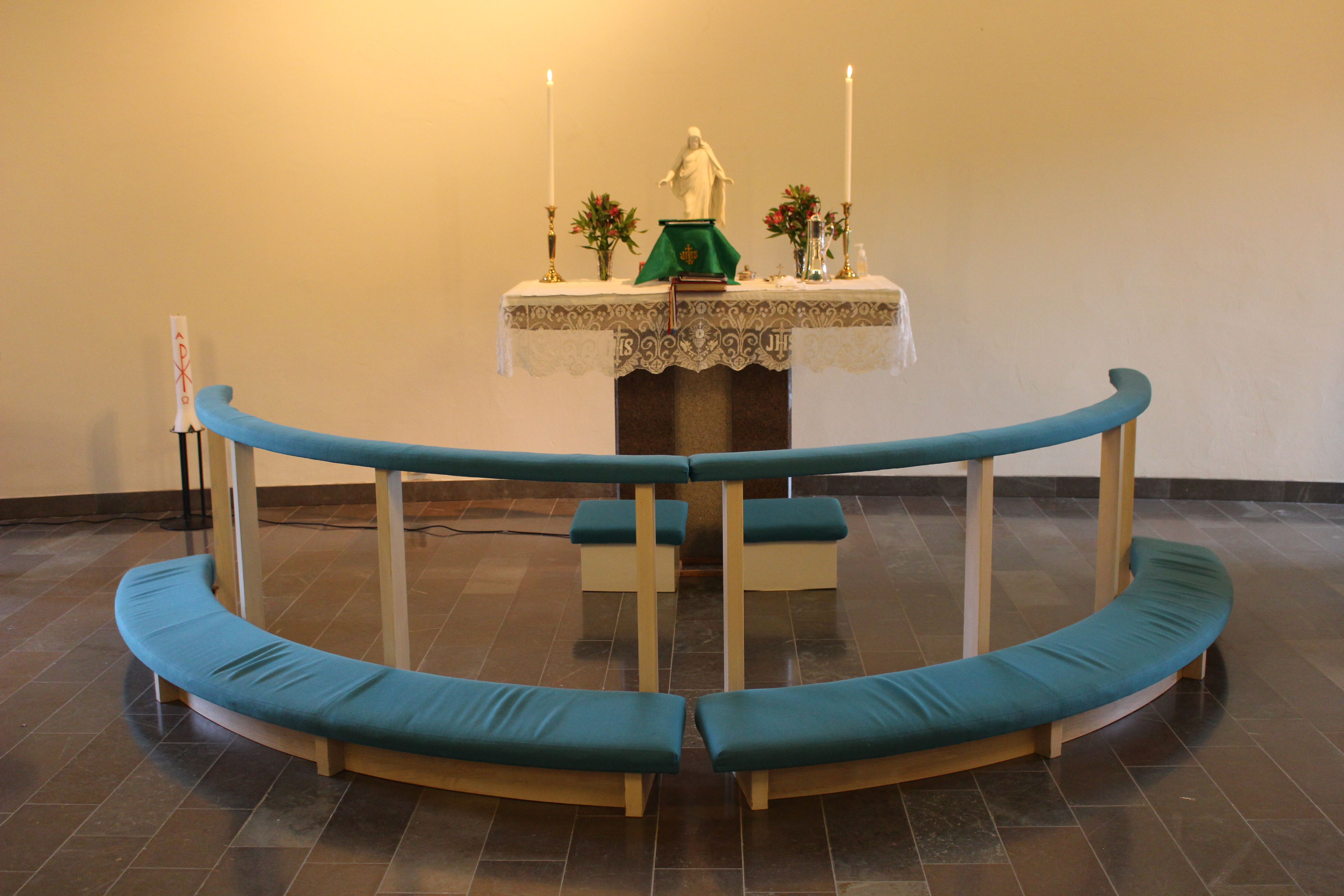
Kor med altare
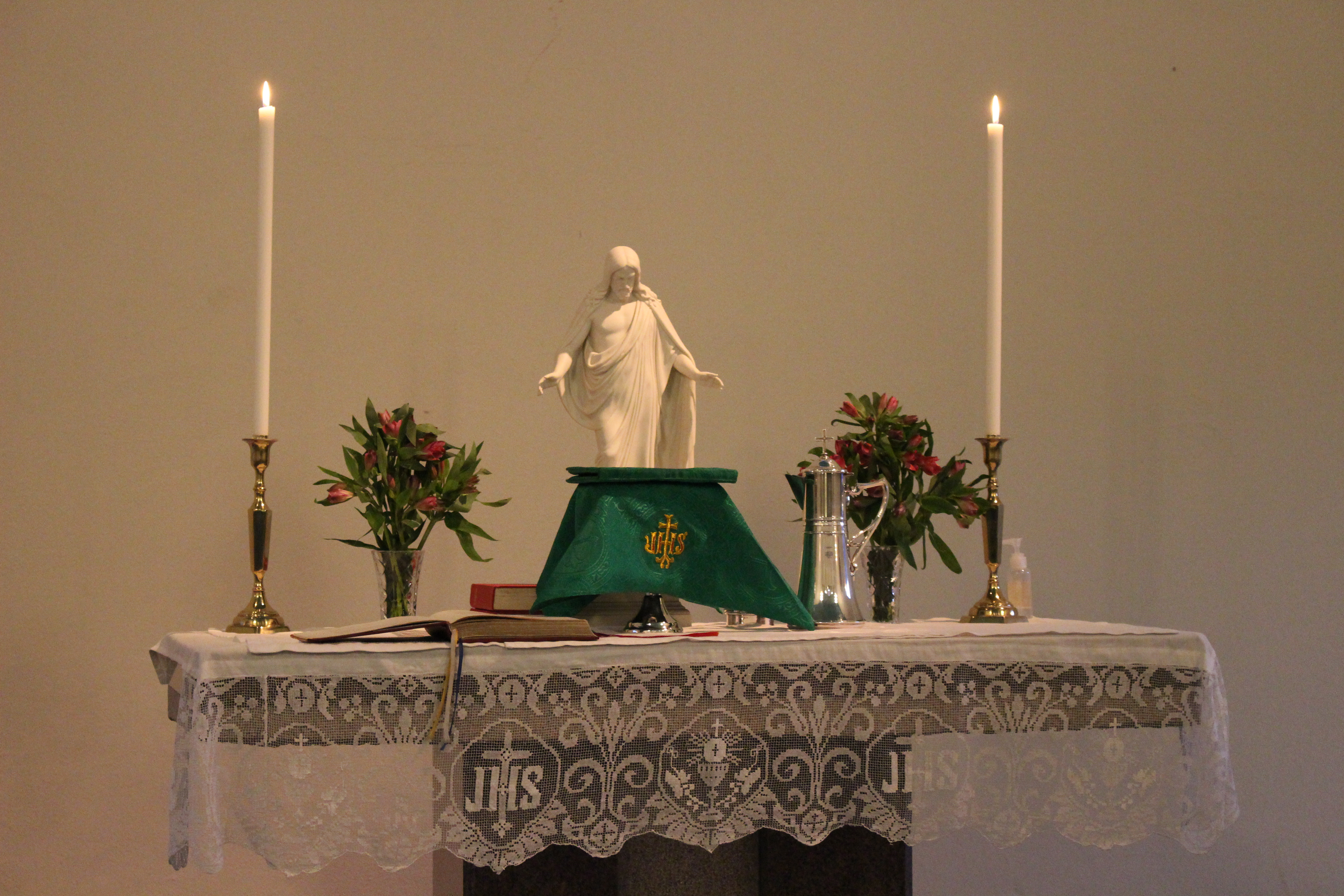
Altare
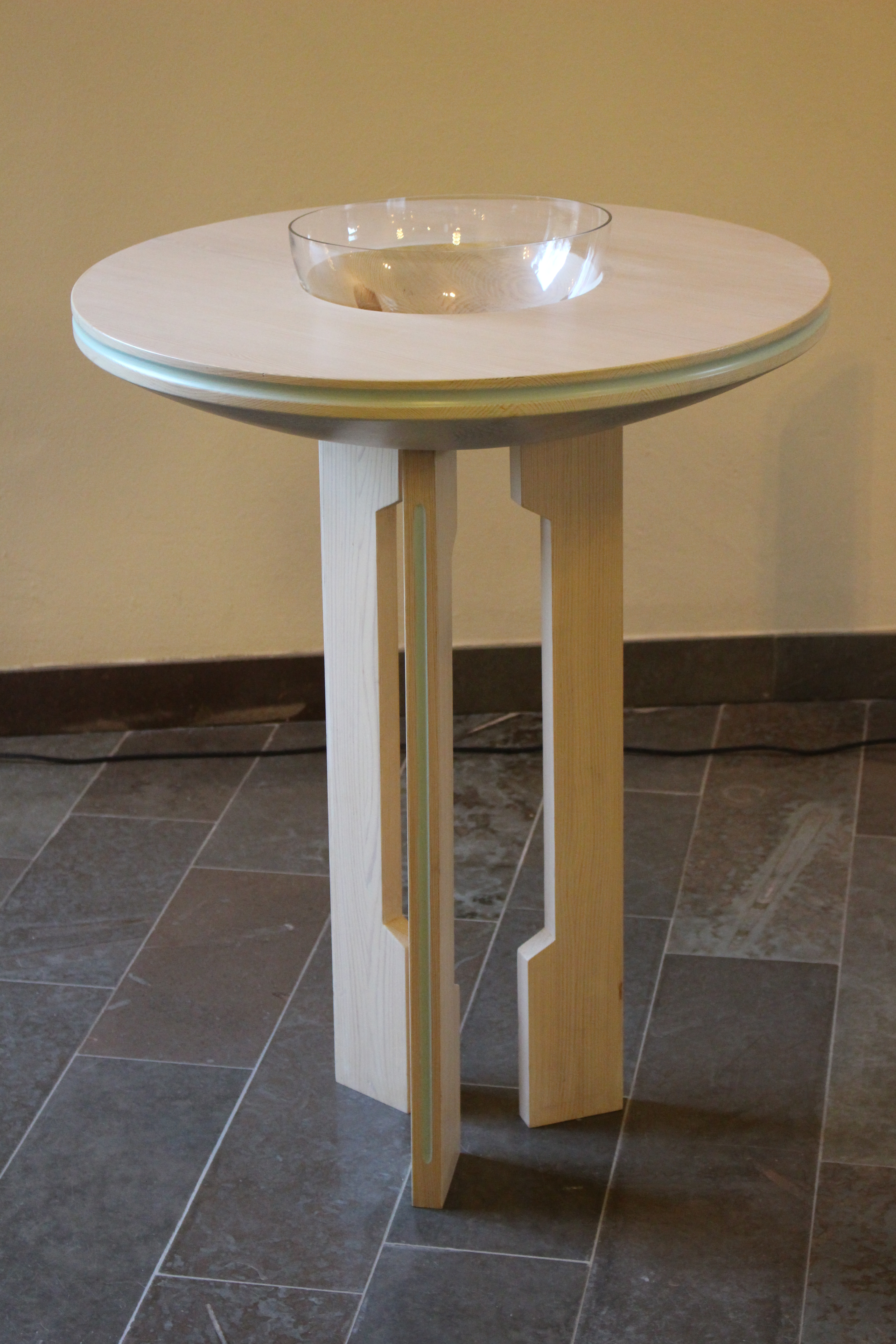
Dopfunt
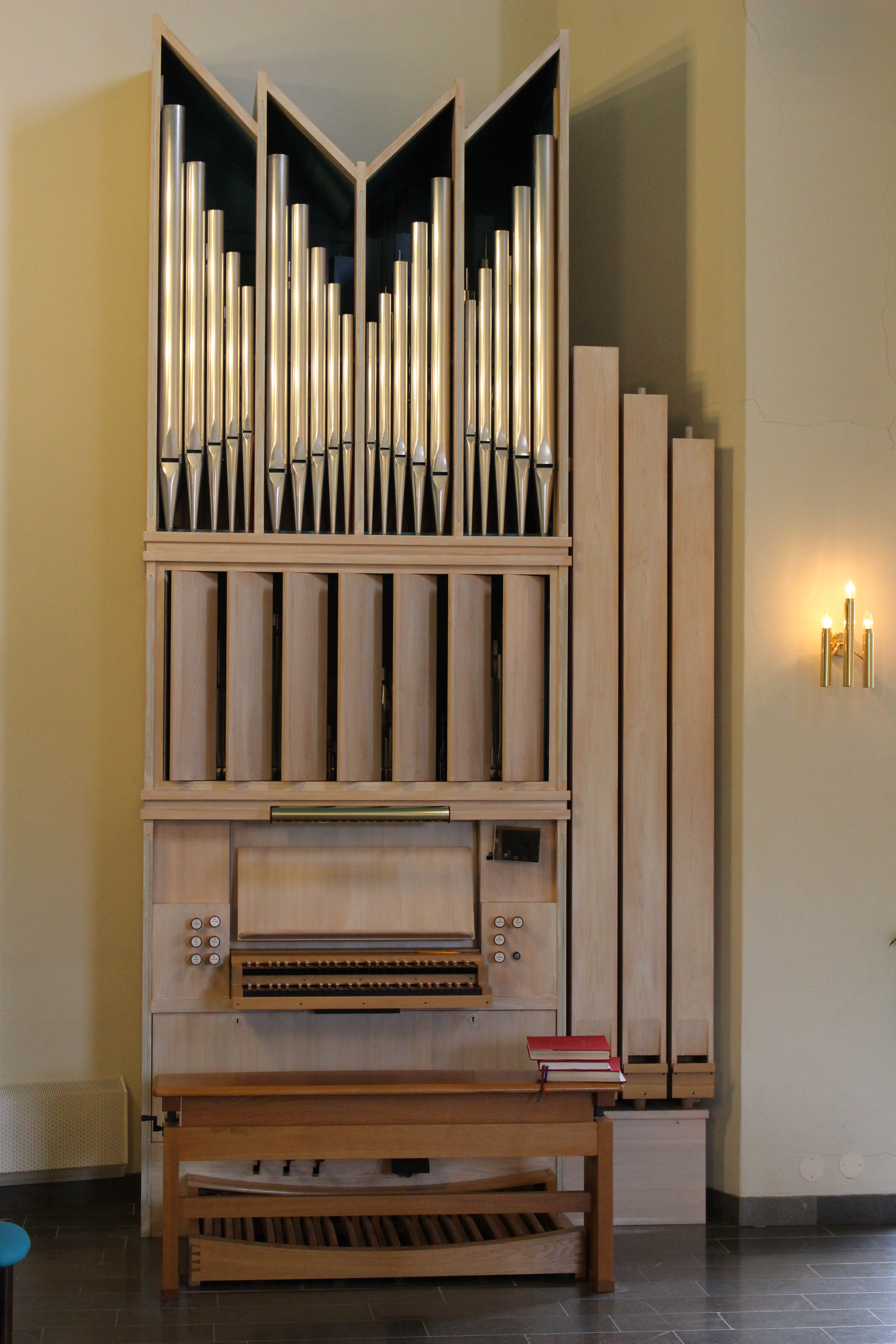
Orgel
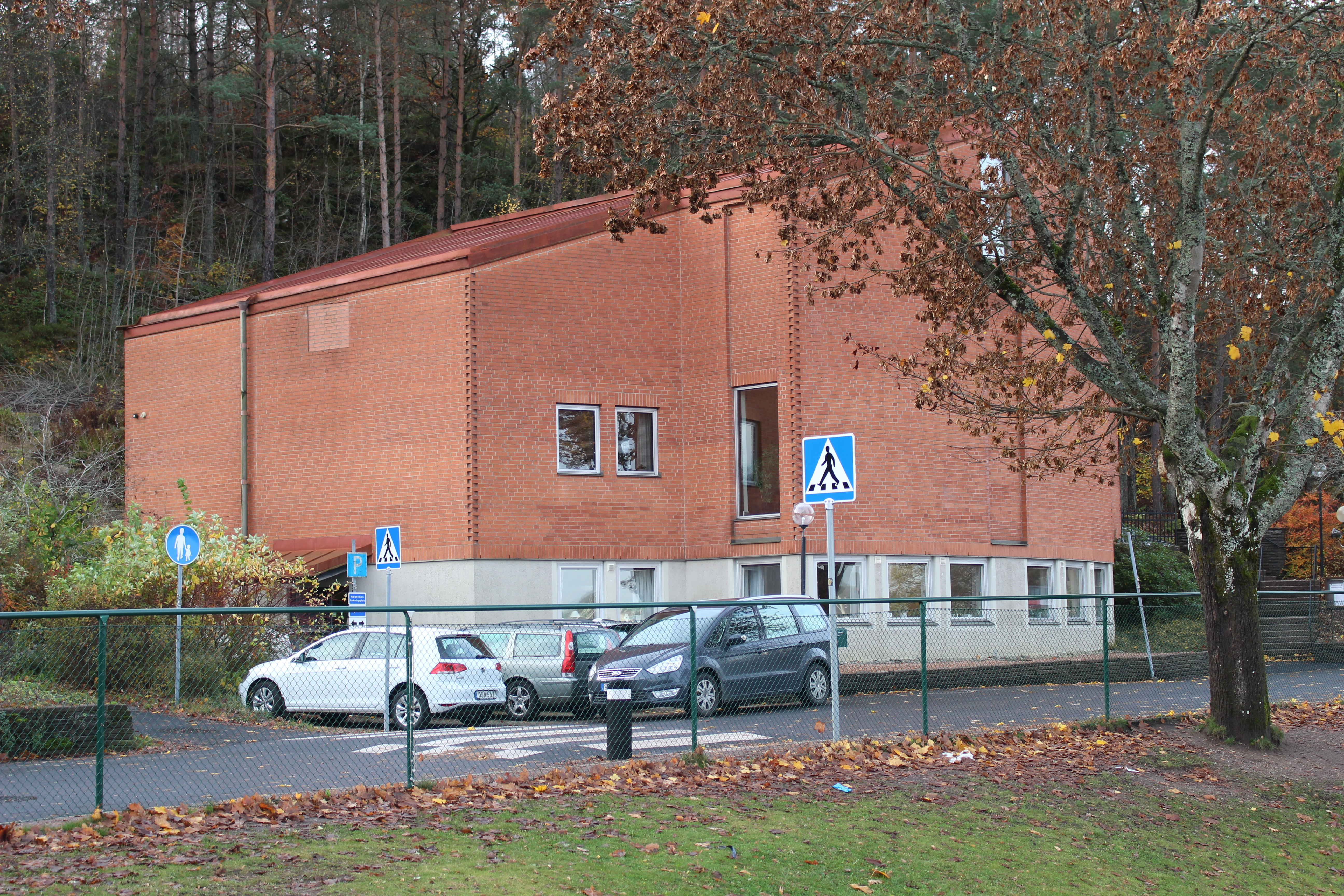
Kyrkan från norr
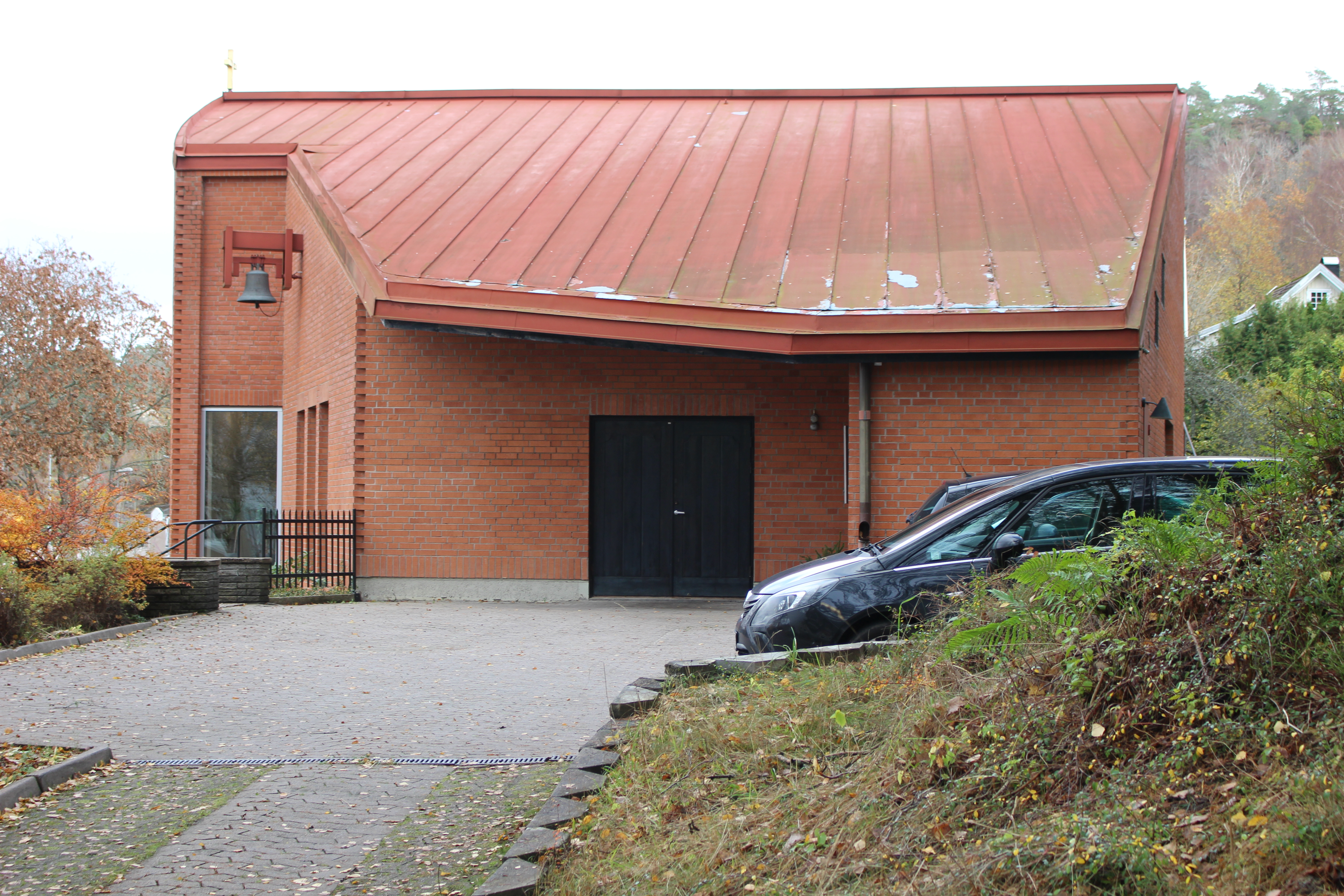
Kyrkans ingång